# Homesick (2015)
Homesick ist der zweite Kino-Spielfilm des Regisseurs Jakob M. Erwa. Der Film feierte auf den Internationalen Filmfestspielen Berlin 2015 seine Weltpremiere in der Sektion ‚Perspektive Deutsches Kino‘.

## Handlung
Es sieht aus, als habe die junge Cello-Studentin Jessica Glück: Sie zieht mit ihrem lieben Freund Lorenz in eine gemeinsame Wohnung und wird zu einem Klassik-Wettbewerb nach Moskau eingeladen. Doch die Einladung bedeutet Druck – und mit dem kommt Jessica offenbar nicht allzu gut zurecht. Sie glaubt, dass jemand sie beobachtet und bedroht…

## Auszeichnungen
Nominierungen:
- Berlinale 2015: DFJW-Preis Dialogue en perspective[4]
- Berlinale 2015: Made in Germany – Förderpreis Perspektive[4]